# Belgische kampioenschappen atletiek 2023
In 2023 werden de Belgische kampioenschappen atletiek Alle Categorieën op zaterdag 29 en zondag 30 juli gehouden in sportcentrum 'Julien Saelens' van Sport Vlaanderen in Assebroek.
De 10.000 m voor mannen en vrouwen vonden op zaterdag 29 april plaats in Huizingen.

## Uitslagen

### 100 m
| rang   | atleet              | prestatie (+1,5 m/s) |
| ------ | ------------------- | -------------------- |
| Goud   | Kobe Vleminckx      | 10,32 s              |
| Zilver | Ward Merckx         | 10,34 s              |
| Brons  | Valentijn Hoornaert | 10,46 s              |

| rang   | atlete                   | prestatie (+5,2 m/s) |
| ------ | ------------------------ | -------------------- |
| Goud   | Delphine Nkansa          | 11,03 s              |
| Zilver | Mariam Oulare            | 11,19 s              |
| Brons  | Alizée Morency Poilvache | 11,34 s              |

### 200 m
| rang   | atleet          | prestatie (-0,6 m/s) |
| ------ | --------------- | -------------------- |
| Goud   | Antoine Snyders | 21,24 s              |
| Zilver | Amine Kasmi     | 21,29 s              |
| Brons  | Julien Watrin   | 21,33 s              |

| rang   | atlete        | prestatie (+0,4 m/s) |
| ------ | ------------- | -------------------- |
| Goud   | Mariam Oulare | 23,56 s              |
| Zilver | Imke Vervaet  | 23,95 s              |
| Brons  | Lotte De Foer | 24,66 s              |

### 400 m
| rang   | atleet             | prestatie |
| ------ | ------------------ | --------- |
| Goud   | Alexander Doom     | 45,83 s   |
| Zilver | Florent Mabille    | 46,34 s   |
| Brons  | Robin Vanderbemden | 46,53 s   |

| rang   | atlete               | prestatie |
| ------ | -------------------- | --------- |
| Goud   | Helena Ponette       | 52,26 s   |
| Zilver | Naomi Van den Broeck | 52,61 s   |
| Brons  | Cloë Van der Meulen  | 54,72 s   |

### 800 m
| rang   | atleet         | prestatie |
| ------ | -------------- | --------- |
| Goud   | Eliott Crestan | 1.46,90   |
| Zilver | Pieter Sisk    | 1.47,18   |
| Brons  | Tibo De Smet   | 1.47,37   |

| rang   | atlete           | prestatie |
| ------ | ---------------- | --------- |
| Goud   | Camille Laus     | 2.05,35   |
| Zilver | Vanessa Scaunet  | 2.06,95   |
| Brons  | Annelies Nijssen | 2.07,33   |

### 1500 m
| rang   | atleet           | prestatie |
| ------ | ---------------- | --------- |
| Goud   | Ruben Verheyden  | 3.41,78   |
| Zilver | Ismael Debjani   | 3.41,84   |
| Brons  | Jochem Vermeulen | 3.42,07   |

| rang   | atlete           | prestatie |
| ------ | ---------------- | --------- |
| Goud   | Elise Vanderelst | 4.11,66   |
| Zilver | Mariska Parewyck | 4.17,83   |
| Brons  | Marie Bilo       | 4.20,63   |

### 5000 m
| rang   | atleet        | prestatie |
| ------ | ------------- | --------- |
| Goud   | Isaac Kimeli  | 13.25,56  |
| Zilver | John Heymans  | 13.27,06  |
| Brons  | Robin Hendrix | 13.34,30  |

| rang   | atlete         | prestatie |
| ------ | -------------- | --------- |
| Goud   | Lisa Rooms     | 15.51,27  |
| Zilver | Chloé Herbiet  | 16.01,97  |
| Brons  | Victoria Warpy | 16.19,01  |

ss

### 10.000 m[1]
| rang   | atleet          | prestatie |
| ------ | --------------- | --------- |
| Goud   | Enzo Noel       | 29.15,54  |
| Zilver | Steven Casteele | 30.18,02  |
| Brons  | Noah Konteh     | 30.21,30  |

| rang   | atlete        | prestatie |
| ------ | ------------- | --------- |
| Goud   | Jana Van Lent | 34.14,95  |
| Zilver | Anne Schreurs | 35.10,30  |
| Brons  | Yewbdar Denys | 35.16,50  |

### 110 m horden/100 m horden
| rang   | atleet                | prestatie (+1,4 m/s) |
| ------ | --------------------- | -------------------- |
| Goud   | Michael Obasuyi       | 13,57 s              |
| Zilver | Nolan Vancauwemberghe | 13,66 s              |
| Brons  | François Grailet      | 13,82 s              |

| rang   | atlete              | prestatie (+0,3 m/s) |
| ------ | ------------------- | -------------------- |
| Goud   | Yanla Ndjip-Nyemeck | 13,09 s              |
| Zilver | Anne Zagré          | 13,13 s              |
| Brons  | Amber Vanden Bosch  | 13,64 s              |

### 400 m horden
| rang   | atleet              | prestatie |
| ------ | ------------------- | --------- |
| Goud   | Wout Bex            | 52,81 s   |
| Zilver | Dries Peeters       | 53,01 s   |
| Brons  | Mimoun Abdoul Wahab | 53,64 s   |

| rang   | atlete         | prestatie |
| ------ | -------------- | --------- |
| Goud   | Nina Hespel    | 57,44 s   |
| Zilver | Kylie Lambert  | 57,88 s   |
| Brons  | Ilana Hanssens | 57,96 s   |

### 3000 m steeple
| rang   | atleet            | prestatie |
| ------ | ----------------- | --------- |
| Goud   | Clément Deflandre | 8.41,03   |
| Zilver | Remi Schyns       | 8.43,17   |
| Brons  | Tim Van de Velde  | 8.53,92   |

| rang   | atlete         | prestatie |
| ------ | -------------- | --------- |
| Goud   | Rhune Vanroose | 10.34,76  |
| Zilver | Eline Dalemans | 10.40,13  |
| Brons  | Elia Cappa     | 11.05,76  |

### Verspringen
| rang   | atleet           | prestatie         |
| ------ | ---------------- | ----------------- |
| Goud   | Yanni Sampson    | 7,40 m (+1,9 m/s) |
| Zilver | Giebe Algoet     | 7,21 m (+2,1 m/s) |
| Brons  | Jeroen Gonnissen | 7,18 m (+1,9 m/s) |

| rang   | atlete            | prestatie         |
| ------ | ----------------- | ----------------- |
| Goud   | Sennah Vanhoeijen | 6,06 m (+0,8 m/s) |
| Zilver | Maité Beernaert   | 6,04m (+3,8 m/s)  |
| Brons  | Bo Brasseur       | 6,02 m (+0,9 m/s) |

### Hink-stap-springen
| rang   | atleet          | prestatie          |
| ------ | --------------- | ------------------ |
| Goud   | Björn De Decker | 14,87 m (+2,6 m/s) |
| Zilver | Désiré Kingunza | 14,85 m (+2,4 m/s) |
| Brons  | Gregory Geerts  | 14,39 m (+0,8 m/s) |

| rang   | atlete         | prestatie          |
| ------ | -------------- | ------------------ |
| Goud   | Ilona Masson   | 13,40 m (+2,9 m/s) |
| Zilver | Saliyya Guisse | 12,59 m (+4,5 m/s) |
| Brons  | Elsa Loureiro  | 12,28 m (+2,7 m/s) |

### Hoogspringen
| rang   | atleet        | prestatie |
| ------ | ------------- | --------- |
| Goud   | Thomas Carmoy | 2,20 m    |
| Zilver | Giebe Algoet  | 2,15 m    |
| Brons  | Lars Van Looy | 2,13 m    |

| rang   | atlete         | prestatie |
| ------ | -------------- | --------- |
| Goud   | Merel Maes     | 1,80 m    |
| Zilver | Zita Goossens  | 1,77 m    |
| Brons  | Yorunn Ligneel | 1,74 m    |

### Polsstokhoogspringen
| rang   | atleet              | prestatie |
| ------ | ------------------- | --------- |
| Goud   | Ben Broeders        | 5,72 m    |
| Zilver | Thomas Van Nuffelen | 5,20 m    |
| Brons  | Lukas Urbanczyk     | 5,10 m    |

| rang   | atlete           | prestatie |
| ------ | ---------------- | --------- |
| Goud   | Elien Vekemans   | 4,40 m    |
| Zilver | Fleur Hooyberghs | 4,00 m    |
| Brons  | Lola Lepère      | 4,00 m    |

### Kogelstoten
| rang   | atleet               | prestatie |
| ------ | -------------------- | --------- |
| Goud   | Andreas De Lathauwer | 17,08 m   |
| Zilver | Kwinten Cools        | 16,47 m   |
| Brons  | Kasper Verbeylen     | 15,69 m   |

| rang   | atlete         | prestatie |
| ------ | -------------- | --------- |
| Goud   | Jolien Boumkwo | 16,53 m   |
| Zilver | Elena Defrère  | 15,01 m   |
| Brons  | Noor Vidts     | 13,99 m   |

### Discuswerpen
| rang   | atleet           | prestatie |
| ------ | ---------------- | --------- |
| Goud   | Philip Milanov   | 64,15 m   |
| Zilver | Leander Casteels | 54,25 m   |
| Brons  | Lars Coene       | 53,52 m   |

| rang   | atlete             | prestatie |
| ------ | ------------------ | --------- |
| Goud   | Babette Vandeput   | 54,98 m   |
| Zilver | Jihane Mrabet      | 50,11 m   |
| Brons  | Anouska Hellebuyck | 50,04 m   |

### Speerwerpen
| rang   | atleet           | prestatie |
| ------ | ---------------- | --------- |
| Goud   | Timothy Herman   | 80,26 m   |
| Zilver | Cedric Sorgeloos | 70,55 m   |
| Brons  | Ides Verhulst    | 64,00 m   |

| rang   | atlete           | prestatie |
| ------ | ---------------- | --------- |
| Goud   | Nafissatou Thiam | 51,95 m   |
| Zilver | Pauline Smal     | 49,29 m   |
| Brons  | Cassandre Evans  | 43,27 m   |

### Hamerslingeren
| rang   | atleet           | prestatie |
| ------ | ---------------- | --------- |
| Goud   | Rémi Malengreaux | 61,41 m   |
| Zilver | Devlin Neyens    | 58,87 m   |
| Brons  | Orry Willems     | 58,40 m   |

| rang   | atlete                | prestatie |
| ------ | --------------------- | --------- |
| Goud   | Vanessa Sterckendries | 66,11 m   |
| Zilver | Jolien Boumkwo        | 63,25 m   |
| Brons  | Ilke Lagrou           | 56,80 m   |

1889 · 
1890 · 
1891 · 
1892 · 
1893 · 
1894 · 
1895 · 
1896 · 
1897 · 
1898 · 
1899 · 
1900 · 
1901 · 
1902 · 
1903 · 
1904 · 
1905 · 
1906 ·
1907 ·
1908 · 
1909 · 
1910 · 
1911 · 
1912 · 
1913 · 
1914 · 
1919 · 
1920 · 
1921 · 
1922 · 
1923 · 
1924 · 
1925 · 
1926 · 
1927 · 
1928 · 
1929 · 
1930 · 
1931 · 
1932 · 
1933 · 
1934 · 
1935 · 
1936 · 
1937 · 
1938 · 
1939 · 
1940 · 
1941 · 
1942 · 
1943 · 
1944 · 
1945 · 
1946 · 
1947 · 
1948 · 
1949 · 
1950 · 
1951 · 
1952 · 
1953 · 
1954 · 
1955 · 
1956 · 
1957 · 
1958 · 
1959 · 
1960 · 
1961 · 
1962 · 
1963 · 
1964 · 
1965 · 
1966 · 
1967 · 
1968 · 
1969 · 
1970 · 
1971 · 
1972 · 
1973 · 
1974 · 
1975 · 
1976 · 
1977 · 
1978 · 
1979 · 
1980 · 
1981 · 
1982 · 
1983 · 
1984 · 
1985 · 
1986 · 
1987 · 
1988 · 
1989 · 
1990 · 
1991 · 
1992 · 
1993 · 
1994 ·
1995 · 
1996 · 
1997 · 
1998 · 
1999 · 
2000 · 
2001 · 
2002 · 
2003 · 
2004 · 
2005 · 
2006 · 
2007 · 
2008 · 
2009 · 
2010 · 
2011 · 
2012 · 
2013 · 
2014 · 
2015 · 
2016 · 
2017 · 
2018 · 
2019 · 
2020 · 
2021 · 
2022 · 
2023 · 
2024 · 
2025